# Expédition hammadide vers Tlemcen
L'expédition hammadide vers Tlemcen est une opération militaire lancée en 1058 par les Hammadides contre les Ifrenides dans le but de démanteler leur influence dans le Maghreb.

## Contexte
L'arrivée des Hilaliens provoque un bouleversement dans les rapports d'autorité du territoire, mais la menace des tribus berbères rivales est plus redoutée. Cela favorisa l’expansion des Hilaliens et affaiblit les dynasties musulmanes berbères. Ainsi, déclarer un statu quo.

## Deroulement
Les Hammadides lanca une campagne contre les Ifrenids, capturant Tlemcen au cours du processus. Cependant, ils ont choisi de ne pas conserver le contrôle de la ville et ont plutôt concentré leurs efforts sur la consolidation de leurs possessions dans les régions orientales,,.

## Conséquences
Cette expédition a davantage affaibli les Banou Ifren, entraînant leur dispersion vers le Maroc et provoquant la désorganisation à travers le Maghreb occidental. Finalement, en 1066, les Ifrenides ont connu l'effondrement en raison de l'expansion des Almoravides. Les Banu Ifran restants à Tlemcen ont été massacrés par Youssef ibn Tashfine,,.